# 122년

## 연호
- 후한(後漢) 건광(建光) 2년
- 후한(後漢) 연광(延光) 원년

## 기년
- 후한(後漢) 안제(安帝) 16년
- 신라(新羅) 지마 이사금(祗摩泥師今) 11년
- 고구려(高句麗) 태조대왕(太祖大王) 70년
- 백제(百濟) 기루왕(己婁王) 46년

## 사건
- 4월 지난해 왜 침입의 여파로 신라의 수도 금성 주민들 사이에 재침에 대한 루머가 퍼져 민심이 동요되다.